# Dalsbruks kyrka
Dalsbruks kyrka är en kyrkobyggnad i Dalsbruk i Finland. Den tillhör Kimitoöns församling inom Evangelisk-lutherska kyrkan i Finland.

## Kyrkobyggnaden
Kyrkan är uppförd under åren 1921–1922 av Metodist-Episkopalförsamlingen i Dalsbruk. Kyrkan är byggd av slaggtegel, som tillverkades av avfall från masugnen i Dalsbruk. Arkitekt Karl Andström har ritat kyrkan. 
Metodistförsamlingen ägde kyrkan i tolv år, varefter baron Wrede, en av ägarna i Dalsbruks järnverk, köpte den. Dragsfjärds församling erbjöds att arrendera tomten och kyrkan. Kyrkan invigdes 1934 till en evangelisk-luthersk kyrka och 1978 köpte församlingen kyrkan.

## Inventarier
Orgeln är niostämmig och byggdes 1967 av Hans Heinrich i Maxmo.
Altartavlan är målad av Axel Haartman.

## Klockstapeln
Kyrkans klockstapel är från 1959 och är ritad av Dag Englund. Storklockan är gjuten i brukets gjuteri, medan lillklockan är brukets gamla brandklocka. Byggmaterialet är masugnsslagg.

## Galleri

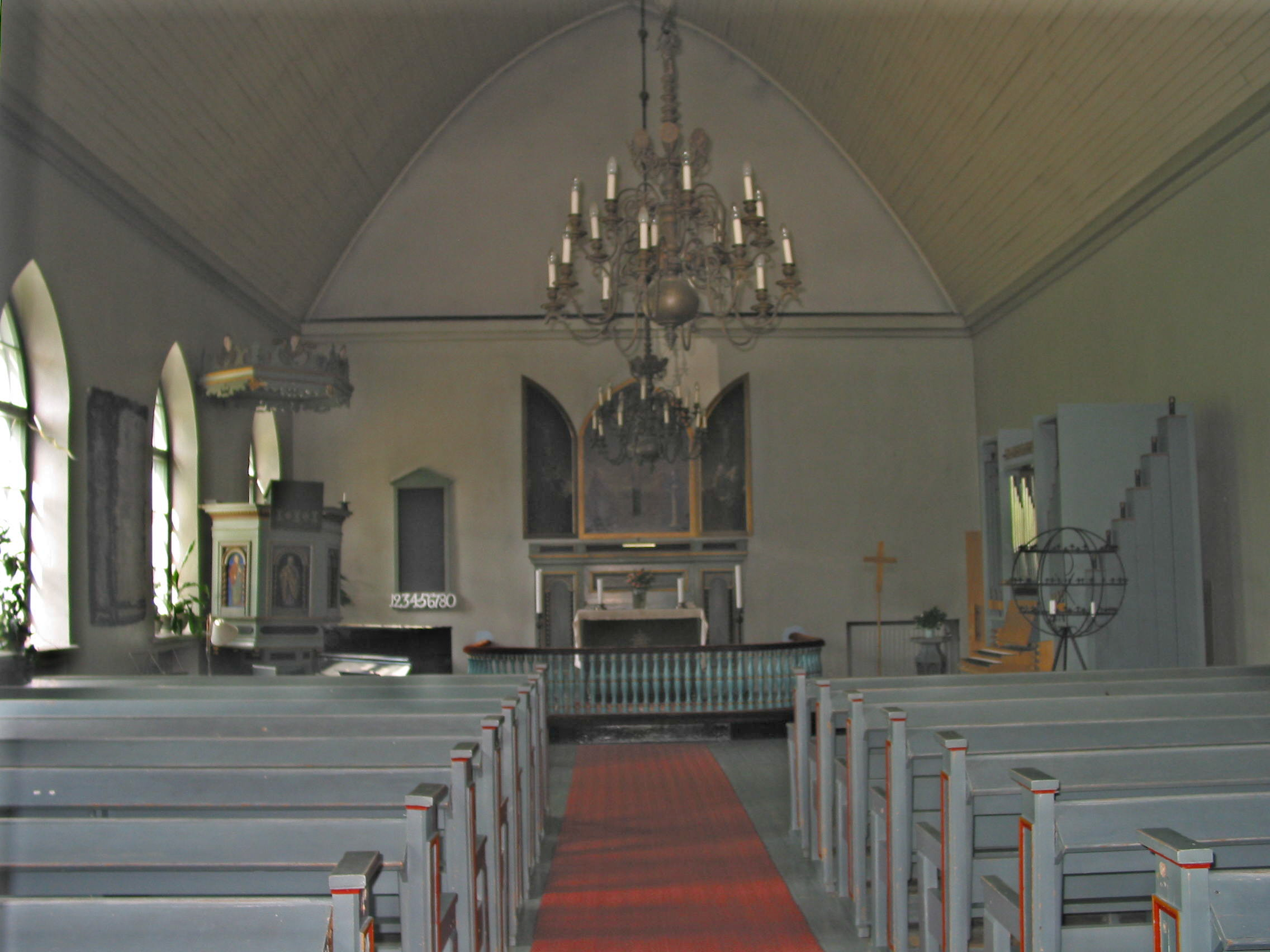
Kyrksalen
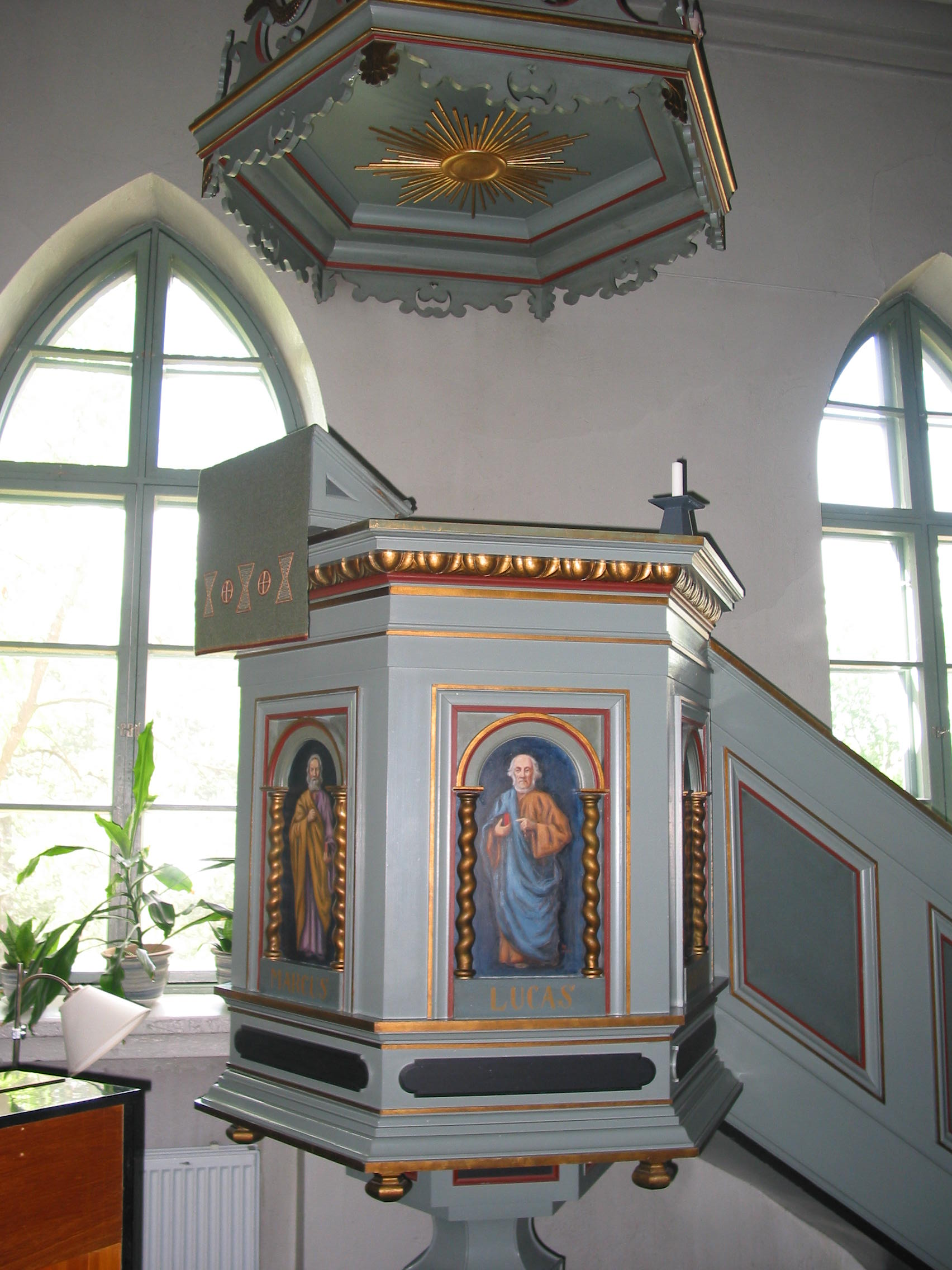
Predikstolen